# Terra dos Faraós
Terra dos Faraós (em inglês:  Land of the Pharaohs) é um filme de drama épico dos Estados Unidos de 1955, realizado por Howard Hawks. 
O filmes chegou a ser proibido no Egito, pois o enredo sugere que os judeus é que construíram as pirâmides.

## Resumo
No Antigo Egito um faraó (Jack Hawkins), ao regressar de uma conquista vitoriosa, decide começar a construir uma pirâmide enorme, onde quer ser enterrado juntamente com seu tesouro, que segundo a sua crença espera viver uma segunda vida. Para garantir que nada será roubado ele aceita a ideia de um arquitecto seu, que é igualmente seu prisioneiro, juntamente com o restante povo. 
Eles acabam por fazer um acordo, em que consiste em construir essa magnífica pirâmide e os prisioneiros serão libertados pouco a pouco durante a sua construção. Mas a obra acaba por demorar mais, e assim o faraó vai cobrar mais impostos dos territórios conquistados para poder erguer a sua gigantesca pirâmide. A província de Cipros não manda nenhum imposto a não ser uma linda princesa (Joan Collins). 
O faraó acaba por se casar com ela, que se torna a segunda mulher. Mais tarde, ao ver os tesouros do faraó, ela acaba por seduzir o guarda do tesouro e começa a preparar uma maneira de ser a nova rainha do Egito e ficar com todo aquele ouro e mandar no reino.
Para isso a princesa mata a rainha, e como tal, passa a ser ela a única mulher do faraó. E para ser a única a governar o Egito, manda um escravo matar o Faraó, mas não consegue. Quando o Faraó se apercebe que foi a princesa já estava fraco e acaba por morrer. A princesa alegrou-se, pensando que ia ser rainha, mas só passado trinta dias poderia ser. Quando foi feito o funeral do faraó, foram até à pirâmide a princesa, o sacerdote e alguns guardas que a tramaram e acabaram por morrer todos dentro do túmulo fechado.

## Elenco
- Jack Hawkins (Faraó Quéops)
- Joan Collins (Princesa Nellifer)
- James Robertson Justice (Vashtar)
- Sydney Chaplin (Treneh)